# Olof Jakob von Post

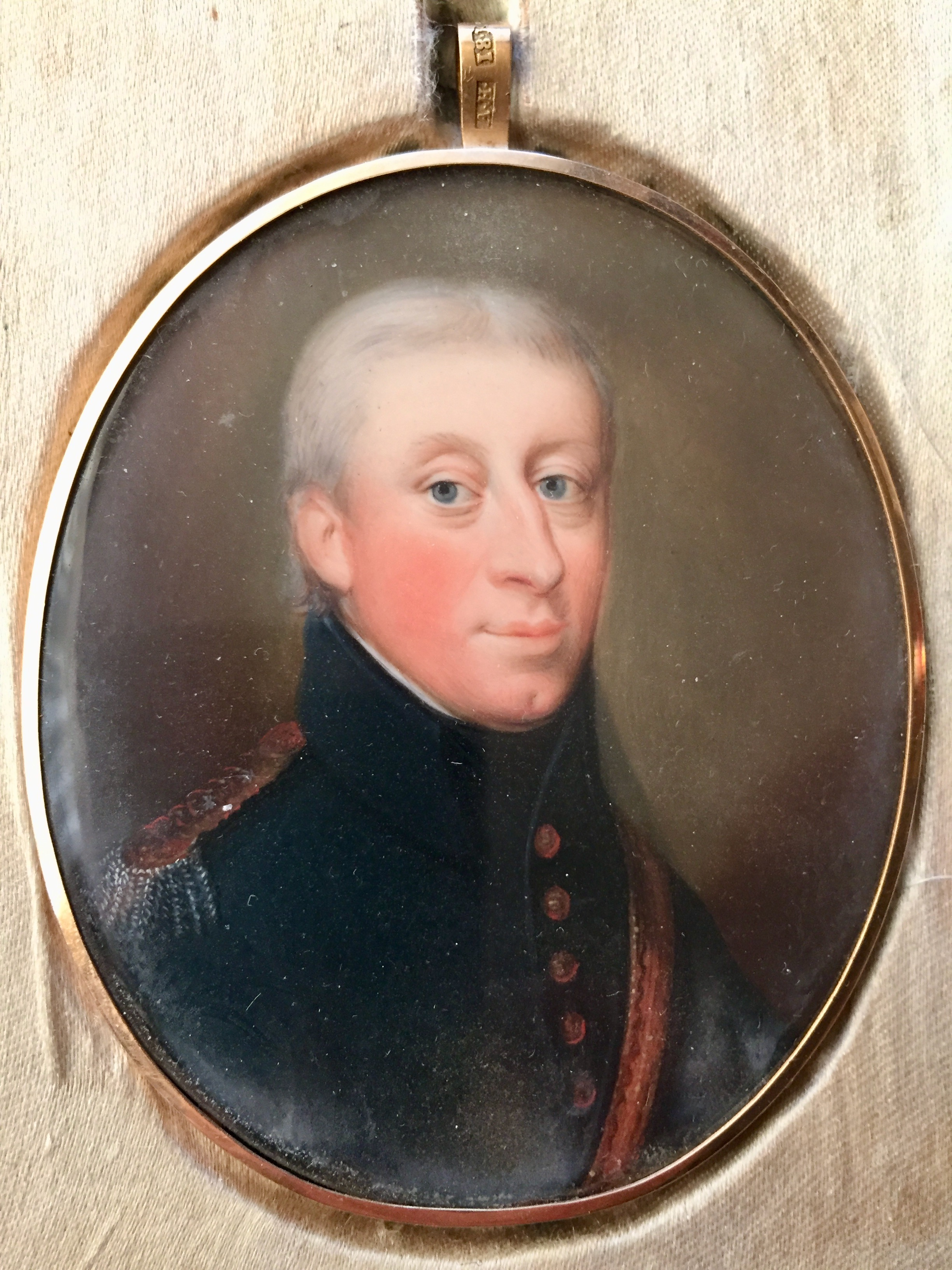
Olof Jakob von Post omkring 1804.

Olof Jakob von Post, ursprungligen Rangel, född den 20 juni 1771 i Riddarholmens församling, Stockholm, död den 12 september 1830 på Hagbyholm, Irsta socken, Västmanlands län, var en svensk militär.

## Biografi
von Post blev 1787 kadett vid artilleriet i Stockholm och 1788 underlöjtnant vid Svea artilleriregemente. Han avlade examen i artillerivetenskapen 1789.
”Han bevistade 1790 kriget i Finland och var därunder den 5 maj med i träffningen och reträtten från Anjala, då han kommenderade tvenne lätta 16-pundiga haubitser samt var på väg att bliva fången; deltog även följande dagen i den häftiga träffningen vid Korhois, då han förde befälet över en 6-pundig kanon; bevistade slutligen den 19 juni kanonaden av ryska batterierna på ömse sidor om Kymmene älv.”
Efter kriget blev von Post regementsadjutant 1792, löjtnant vid Svea artilleriregemente 1794 och stabskapten vid Svea artilleriregemente 1799. År 1802 utnämndes von Post till major i armén och 1805 blev han överadjutant hos kung Gustaf IV Adolf. År 1805 beviljades von Post avsked från regementet med tillstånd att kvarstå såsom överadjutant och major i armén. Han lämnade krigstjänsten 1808.
Den 29 juni 1809 blev von Post – jämte sin broder Carl Axel Rangel – adlad och adopterad på sin svärfaders Ernst von Post namn och nummer, von Post nr 687 enligt 37 § i 1809 års regeringsform. Bröderna blev introducerade på Riddarhuset den 10 januari 1810.
von Post ägde tillsammans med brodern Hormesta i Biskpskulla socken, Uppland. Vidare ägde och brukade von Post gården Hagbyholm (Irsta socken) under åren 1800–1830.

## Utmärkelser
- Ledamot av Svenska krigsmannasällskapet, 1802.
- Adlad 1809.
- Riddare av Svärdsorden, 1810.

## Familj
Olof Jakob Rangel von Post var son till hovrättsrådet i Svea hovrätt Per Rangel (1720–1800) och hans hustru Margareta  (1737–1782) i prästsläkten Troilia vars farbror var ärkebiskopen Samuel Troilius.
Von Post var från 1805 gift med Hedvig (Hedda) Ulrika Gustava von Post (1783–1840) som var dotter till majoren Ernst von Post (1736–1795) i släkten von Post och friherrinnan Hedvig Carolina (1750–1787) i släkten Fleetwood.
Olof Jakob och Hedda von Post hade barnen:
- Margareta Carolina Vilhelmina Gustava (1806–1840), gift 1829 med lagmannen Fabian Edelstam (1803–1857).

- Ernst Jakob Rangel (1807–1871), auditör.

- Carl  Rangel (1811–1876), kapten.